# Hebamme
Hebamme (von althochdeutsch hev(i)anna „Ahnin, die [das Neugeborene] aufhebt“), fachsprachlich auch Obstetrix, früher auch Wehmutter, ist die Berufsbezeichnung für eine nichtärztliche Person, die während der Schwangerschaft, der Geburt, des Wochenbetts und auch danach die Schwangeren und Wöchnerinnen berät und betreut. In Deutschland führten männliche Hebammen bis zur Reform des Hebammengesetzes Ende 2019 die Berufsbezeichnung Entbindungspfleger.

## Geschichte

### Altertum
Die Tätigkeit einer Hebamme wird als einer der ältesten Frauenberufe angesehen. Tempelmalereien von der Drillingsgeburt der Pharaonenkinder des ägyptischen Sonnengottes Re aus dem dritten Jahrtausend vor Christus sind eines der ältesten Zeugnisse der Hebammenkunst.
Am Anfang der Erzählung über den Auszug der Israeliten aus Ägypten in das den Erzeltern durch den Gott „JHWH“ versprochene Land Kanaan heißt es im 2. Buch Mose:

„Und Gott tat den Hebammen Gutes, und das Volk vermehrte sich und wurde sehr stark. Und weil die Hebammen Gott fürchteten, geschah es, dass er ihnen Nachkommen schenkte.“

Bereits im Alten Testament sei erkennbar, dass die Tätigkeit von Hebammen nicht nur eine solidarische Hilfe ist, die sich Frauen gegenseitig leisten, sondern eine gesellschaftliche Institution von Fachfrauen. In der Antike (bzw. im antiken Athen) war es gemäß Sokrates’ Ausführungen in Platons Dialog Theaitetos Brauch, dass nur Frauen Hebammen werden konnten, die selbst schon geboren haben, ihres Alters wegen aber selbst nicht mehr schwanger werden konnten. Durch diesen Brauch sollte sichergestellt werden, dass Hebammen jederzeit zur Verfügung standen und durch ihre eigene Geburtserfahrung befähigt waren, Geburtshilfe zu leisten. Zu den wesentlichen Aufgaben der Hebamme gehörten zu Lebzeiten des Sokrates neben der Anregung und Reduzierung der Wehen, der Entbindung des Kindes auch die Ehevermittlung sowie der Schwangerschaftsabbruch. Sokrates nennt für alle diese Tätigkeiten Analoga in seiner pädagogischen Methode, der Mäeutik. Gemeint ist, dass man einer Person zu einer Erkenntnis verhilft, indem man sie durch geeignete Fragen dazu veranlasst, den betreffenden Sachverhalt selbst herauszufinden und so die Einsicht zu „gebären“. Sokrates verglich seine Gesprächskunst mit der Hebammenkunst, die seine Mutter Phainarete ausübte. Im Unterschied zu den Hebammen kommt laut Sokrates die Beurteilung der Frucht hinzu, ob sie am Leben bleiben und aufgezogen werden soll oder nicht – ein Recht, das zu dieser Zeit in Athen der Vater ausübt. Auch bei den Römern bestimmten die Familienväter allein, ob das von der Hebamme zu seinen Füßen gelegte Neugeborene des Lebens würdig war. Hob er das Kind auf und ließ es mit den Füßen den Boden berühren, wurde es Mitglied der Familie und der Gesellschaft. Geschah dies nicht, so verfiel es der Aussetzung auf dem Aventinischen Hügel oder an der Columna Lactaria (dt. Milchsäule, auch Säuglingssäule genannt). Griechen und Römern war die neue Kunstfertigkeit der Hebammen teuer. Besonders angesehene Hebammen wurden gelegentlich als Ärztinnen (griechisch ἰατρῖναι iatrinai bzw. lateinisch feminae medicae) bezeichnet. Wurde eine der zahlreichen Sklavinnen oder Tänzerinnen der Oberschicht schwanger, so achteten ihre Besitzer genau auf eine gute Entbindung. Denn Nachwuchs trieb den Preis der Frauen in die Höhe. Das erste Hebammenlehrbuch Gynaikeia („Gynäkologie“) wurde um 117 von Soranos von Ephesos verfasst. Dieses Lehrbuch wurde um 220 vom griechischen Arzt Moschion (oder Muscio) bearbeitet und erneut herausgegeben. Es fasste in lateinischer Sprache erstmals Standards der Geburtshilfe zusammen und brachte damit das Fach maßgeblich voran. Es wird vermutet, dass Soranus sein Werk aus Überlieferungen von Hebammen zusammengestellt hat.
Das wohl um die Mitte des 2. Jahrhunderts nach Christus verfasste Protoevangelium des Jakobus berichtet anlässlich der Geburt Jesu, dass eine der beiden anwesenden Hebammen, Salome, die Jungfräulichkeit Mariae überprüfen wollte, wobei ihre Hand verdorrte, aber bei der Berührung der Windeln Jesu wieder verheilte – ein Motiv, das auch in der Kunst dargestellt wurde, z. B. um 543/553 auf einem Elfenbeinrelief an der Maximianskathedra in Ravenna oder von Robert Campin um 1430.

### Mittelalter
Anfang des 12. Jahrhunderts schreibt die Ärztin Trota von Salerno mehrere Werke, u. a. Passionibus Mulierum Curandorum (auch als Trotula major bekannt), eine Abhandlung über Frauenheilkunde. Im europäischen Mittelalter wurden Hebammen vermehrt verpflichtet, moraltheologische Anforderungen zu erfüllen. Sie hatten die Pflicht, alle Neugeborenen persönlich zur Taufe zu bringen und im Fall eines Kindstodes unter der Geburt die Nottaufe vorzunehmen. Bei toten Schwangeren führten sie dazu wohl auch den Kaiserschnitt durch. Wurden sie zu einer ledigen Gebärenden gerufen, mussten sie die Abstammung des Neugeborenen ausforschen und melden. Holten sie ein behindertes Kind zur Welt, hatten sie die Mutter anzuzeigen. Ab 1310 wurde die Hebamme von der Kirche zur Taufe und per Eid zu einem christlichen Lebenswandel verpflichtet. Mit dem gleichen Eid verzichteten sie auf magische, aber auch auf die Vergabe abtreibender Mittel. Dafür durften sie sowohl Tauf- als auch Sterbesakramente spenden. Im Eid der Hebammen der Stadt Aachen heißt es:

„Solange ich Weißfrau bin, soll ich meinem Herrn Proffion (Pfarrer) getreu und hold sein und alle heimlichen Kinder meinem Herrn Proffion und der heiligen Send ansagen und keine außerhalb der Stadt Aachen und anderswohin zur Taufe tragen.“

Im ausgehenden Mittelalter entstanden Berufsordnungen für Hebammen. Ab dem 14. Jahrhundert sind Hebammeneide belegt, die der Verpflichtung gewerblicher Hebammen dienten. 1452 wurde in Regensburg die erste Hebammenverordnung erlassen. Darin wurde der Stand der geschworenen Hebamme geschaffen und eine einheitliche Ausbildung organisiert. Ab dieser Zeit regelten in immer mehr Regionen Verbote und Gebote die Arbeit der Hebammen. 1491 folgte die durch die Amtsärzte Hans oder Johann(es) Stocker (* um 1454; † 1513; Stadtarzt von Ulm; Verfasser der Ulmer Wundarznei), Johannes Münsinger und Johannes Jung erarbeitete, lange Zeit gültige Ulmer Hebammenordnung, die eine Zulassung erst nach Prüfung ihrer Ausbildung und praktischen Kenntnisse durch Ärzte verlangt:

„Die Hebammen sollen Armen und Reichen treu und fleißig beistehen; auch nach der Niederkunft sollen sie Mutter und Kind alle Sorgfalt widmen.“

### Frühneuzeit

#### Hebammen und Hexenverfolgung
In dem berüchtigten Hexenhammer (Malleus maleficarum, 1487) erklärte dessen Autor, der Dominikaner und Inquisitor Heinrich Kramer, Hebammen zu einer der bevorzugten Zielgruppen der Hexenverfolgung. Er zitiert aus den „Geständnissen überführter Hexen“, die er aus Johannes Niders Formicarius (1437/1438) entnahm: „Niemand schadet dem katholischen Glauben mehr als die Hebammen.“ Aus dieser Aussage sind weitreichende Schlüsse gezogen worden, nämlich dass der Hexenhammer letztlich als zweckrationale Anweisung zur Eliminierung von Techniken der Empfängnisverhütung und Abtreibung zu lesen sei; diese vereindeutigende Interpretation verfehle jedoch, so Günter Jerouschek, „den Gehalt und die weitaus komplexeren Zielvorgaben des Werks gründlich“.
Entgegen landläufiger Meinung hat die wissenschaftliche Hexenforschung die These widerlegt, wonach im ausgehenden Spätmittelalter und in der Neuzeit vor allem weise Frauen, Heilerinnen und Hebammen Opfer der Hexenverfolgung wurden. Unter den weiblichen Opfern hatten Hebammen und Heilerinnen keinen höheren Anteil als andere Frauengruppen.
Nach dem Trierer Historiker Franz Irsigler wurden von den für das 16. und 17. Jahrhundert nachgewiesenen etwa 800 weiblichen Prozessopfern im Trierer Raum lediglich drei Hebammen als Hexen verbrannt. Eine Ausnahme bildete eine Hexenverfolgungswelle in Köln um 1630: Dort war etwa ein Drittel der als Hexen hingerichteten Frauen, nämlich zehn Personen, dem Hebammenberuf zuzuordnen. Die Akten zeigen, dass den Hebammen hier Schadenzauber vorgeworfen wurde, wenn ein neugeborenes Kind erkrankte oder starb.

#### Renaissance

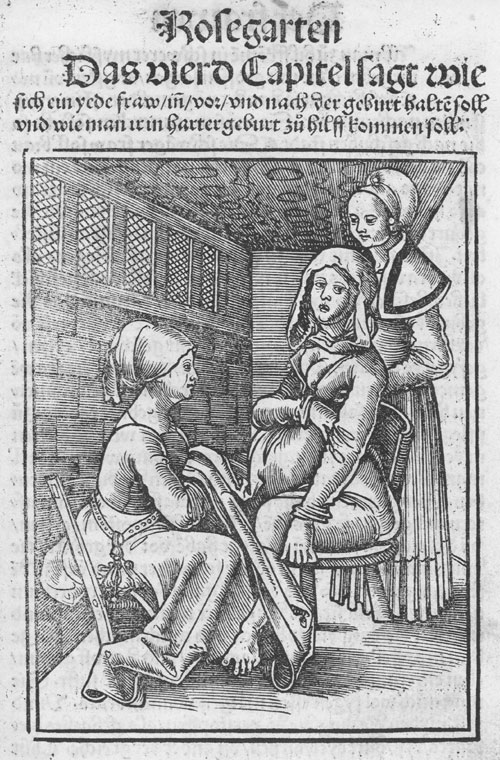
Abbildung aus Kapitel 4: Eine Gebärende in einem Geburtsstuhl.

Von dem Arzt Eucharius Rösslin dem Älteren stammt das 1513 erschienene Werk Der schwangeren Frauen und Hebammen Rosengarten. Es ist das erste bedeutende Handbuch zur Geburtshilfe in Deutschland und beruht insbesondere auf Werken von Soranos von Ephesos. Die 13 Kapitel enthalten 25 von Erhard Schön angefertigte Holzschnitte, auf denen verschiedene Kindslagen und ein Gebärstuhl dargestellt werden. Das Buch wurde durch zahlreiche Neuauflagen für lange Zeit zum Standardwerk für Hebammen. 1568 verfügte Preußen, Hebammen dürften nicht mehr betrunken arbeiten, da Geburten in der frühen Neuzeit oft Feste waren, bei denen kräftig gegessen und getrunken wurde.

### 17.–19. Jahrhundert
Im Jahr 1608 veröffentlichte die französische Hebamme Marie Louise Bourgeois ein Lehrbuch zur Geburtshilfe (Hebammenbuch), das sie gegen ihre männlichen Ärztekollegen verteidigen musste. Als ihr dann auch noch eine Patientin am damals noch nicht namentlich benannten Kindbettfieber stirbt, muss sich die Hebamme, die dem französischen Thronfolger Ludwig XIII. auf die Welt geholfen hatte, zahlreicher Anfeindungen erwehren. Durch die wissenschaftliche Dokumentation der Methodik ihres Berufsstands bereitete sie so den Weg der Geburtshilfe aus dem Mittelalter in die Neuzeit.
1652 erschien Unterricht der Hebammen des fürstlichen Leibarztes in Hessen-Kassel, Wolrad Huxholtz. In ihm wird erstmals die „innere Wendung“ des Kindes – mithilfe einer Schlinge um die Füße – beschrieben.
Ein weiteres bedeutendes Hebammenbuch des 17. Jahrhunderts veröffentlichte Justine Siegemundin unter dem Titel Die Kgl. Preußische und Chur-Brandenburgische Hof-Wehemutter 1690. Es erschien in mehreren Auflagen. In diesem ersten deutschen Lehrbuch für Hebammen beschrieb Justina Siegmund alle unnormalen Geburtslagen und zeigte Lösungen auf. Das Buch erreichte hohe Auflagen und galt aufgrund der Präzision und des prägnanten Stils seiner Verfasserin als Standardwerk der Hebammenlehre. Sie erfand den „gedoppelten Handgriff“, mit dem bei einer Querlage des Kindes die Geburt ermöglicht wird. Berühmt ist die Beschreibung und bildliche Darstellung der inneren Wendung des Kindes mit Hilfe einer Schlinge. Als die Siegemundin im 17. Jahrhundert über ihre Erfahrungen als Hebamme berichtete, war das eine ungewöhnliche Tat, die von den Ärzten der damaligen Zeit heftig diskutiert wurde.
Ein halbes Jahrhundert nach seinem Tod erschien die Schrift des Basler Wundarztes und Geburtshelfers Helvetisch-Vernünftige Wehe-Mutter von Johannes Fatio (1649–1691), einem der ersten Geburtshelfer außerhalb Frankreichs. Die Geburtshilfe lag zu seiner Zeit in Basel noch in den Händen der Hebammen.
Im Jahr 1735 erließ im Hochstift Würzburg der Fürstbischof Friedrich Karl von Schönborn erste Verordnungen, nach denen aus jedem Amt einige Frauen die Hebammenkunst in Würzburg erlernen sollen. Eine Änderung der bestehenden Verhältnisse dort trat jedoch erst mit zwei 1777 formulierten Dekreten (über die Hebammenprüfungen und über die ebenfalls in der Hebammenkunst auszubildenden Zentchirurgen) ein, so dass etwa Unterleinach 1785 eine junge Hebamme in Würzburg ein halbes Jahr lang bei Carl Caspar Siebold ausbilden ließ, dessen Sohn Christoph Siebold 1791 das erste Würzburger Entbindungshaus schuf. Im Hochstift Augsburg bestand eine Institution zur Ausbildung von Hebammen bereits 1745 in Augsburg. 1790 wurde eine Pfrontener Hebamme zur Erlangung der Approbation nach Dillingen geschickt.
Insbesondere in ländlichen Gebieten mangelte es noch im späten 18. Jahrhundert an qualifizierten Hebammen. So berichtete der Amtmann Carl Gottlieb Engel aus Birkenfeld 1784:

„Es ist bisher keine bestellte noch vielweniger eine unterrichtete examinirte und beeidigte Hebamme alhier gewesen, sondern es befinden sich 3 bis 4 Weiber hier, von welchen bald diese bald jene Gebährenden in Kindesnöten beigestanden hätte. Doch sei inzwischen die tauglichste von diesen, nämlich des Schuzverwandten Caspar Schippels Eheweib, zur Schulung nach Rentweinsdorf geschickt worden und sei laut dem Zeugnis des Ortsphysikus zur alleinigen Hebamme für die Ortschaften des hochfreiherrlichen Amtes zu Birkenfeld zu empfehlen.“

Auch in Neustadt an der Aisch sind vom 17. Jahrhundert bis 1933 nur stets zwei städtische „Ammfrauen“ belegt.
1784 mussten Hebammen bei dem Rentweinsdorfer Arzt Hoffmann eine aus der Armenkasse bezuschusste Ausbildung absolvieren. Nur wenige Frauen meldeten sich, unter anderem wegen der schlechten Zahlungsfähigkeit der kinderreichen armen Familien. Für die erste ausgebildete Hebamme des Orts, das „Schipplische Eheweib“ Maria Margaretha Schippel, wurde deswegen zur Existenzsicherung eine eigene Vorkassen-Regelung getroffen. Im benachbarten Wonfurt zahlte die Gemeinde der einzigen ausgebildeten Gemeindehebamme ein festes Gehalt und sorgte für Ausrüstung wie „Gebährstühle“.
Im April 1779 begann in Jena die akademische Geburtsmedizin, als das Accouchierhaus (aus dem französischen accoucher de „von jdm./etw. entbunden werden“, im Sinne von „niederkommen, entbinden“) eröffnet wurde. Nach Göttingen war es in Deutschland das zweite Entbindungshaus. Dessen Einrichtung hatten im Jahr zuvor Herzog Karl August von Sachsen-Weimar-Eisenach (1757–1828), dessen Minister Johann Friedrich Hufeland der Ältere (1730–1782) und der Jenaer Medizinprofessor Justus Christian Loder (1753–1832) beschlossen. 1817 eröffnete eine Hebammenschule in Eisenach. „Die Eröffnung der Entbindungsanstalten in Jena (1779) und Eisenach (1817) bedeutete eine in Sachsen-Weimar-Eisenach bis dahin nicht gekannte Zentralisierung der Hebammenausbildung. Eine Gegebenheit, die Mediziner und Staatstheoretiker gleichermaßen begrüßten.“
1818 regelte im Königreich Sachsen die erste Hebammenordnung das Hebammenwesen. Das Königreich Württemberg führte 1836 per Gesetz die Zuständigkeit der Kommunen für die Geburtshilfe ein. Die Verantwortung für die Verfügbarkeit einer Hebamme lag bei den Gemeinden; sie waren notfalls auf ihre Kosten in öffentlichen Hebammenschulen – die mit einem Gebärhaus in Verbindung standen – auszubilden. Doch weitaus früher ermahnte Herzog Ulrich von Württemberg dazu, „dass unser Ober- und Unteramtleute zu solichen Dingen fromme, erbare, gotsfürchtige und erfarne Weiber bestellen und annemen sollen.“ Und auch hier sollten sie bereits zuvor von den hierzu Verordneten examiniert und „erforschet, ob sie […] genugsam wissenhaft, und erfarn, auch das buechlin, der Frauenroßgarten genant sampt andern Hebammenbuechlin […] fleissig gelesen.“ Am 22. September 1890 fand der erste deutsche Hebammentag mit über 900 Frauen in Berlin statt. Hierbei ging es hauptsächlich um das Einkommen. Denn seitdem ab 1850 in Preußen für die Ärzte die Geburtshilfe ein Pflichtfach wurde, verdienten die Hebammen nur einen Hungerlohn. Auch forderte die Versammlung eine gründliche Desinfektion in Kreißsälen und Geburtszimmern. Kontaktinfektionen mit Bakterien durch die ungewaschenen Hände der Ärzte, die das gefährliche Kindbettfieber hervorrufen, wurden zwar schon 1846 durch Ignaz Semmelweis nachgewiesen, seine Erkenntnisse aber jahrzehntelang nicht anerkannt.
Wie sehr sich schon Anfang des 19. Jahrhunderts die Einstellung der Ärzte zur Geburtshilfe gewandelt hatte, zeigt ein Schreiben des Marburger Medizinprofessors Georg Wilhelm Stein aus dem Jahr 1801, in dem er erklärte, die akademischen Lehrer müssten den Hebammen die Grenzen ihres Handwerks deutlich machen.
Im Jahr 1886 wurde von dem an der Königlichen Frauenklinik zu Berlin tätigen Assistenzarzt Winter die Allgemeine deutsche Hebammen-Zeitung gegründet.

### 20. Jahrhundert bis Gegenwart
Im 20. Jahrhundert wuchs die Geburtenquote in den Kliniken. Das Hebammengesetz vom 21. Dezember 1938 und mehrere Durchführungsverordnungen regelten die staatliche Anerkennung der Hebammen, ihre Aufsicht durch die Gesundheitsämter und ihre Niederlassungserlaubnis. Jüdische Frauen durften den Beruf nicht ausüben (§ 11, § 7 Abs. 1 Nr. 4 Hebammengesetz). Ein staatlich garantiertes Mindesteinkommen sollte die Hausgeburtshilfe fördern, die sowohl von Reichsgesundheitsführer Leonardo Conti als auch von der Leiterin der Reichshebammenschaft Nanna Conti (seiner Mutter) gegenüber der Klinikgeburtshilfe favorisiert wurde. Dessen ungeachtet nahmen jedoch die Klinikgeburten beständig zu. Auch die Deutsche Gesellschaft für Gynäkologie und Geburtshilfe protestierte gegen die Einschränkung der klinischen Geburtshilfe. Nach den von Leonardo Conti 1940/41 veröffentlichten „Leitsätzen für die Ordnung der Geburtshilfe“ konnten Frauen dann selbst darüber entscheiden, wo sie entbinden wollen. Außerdem wurde bestimmt, dass der Hebammenberuf kein Gewerbe ist. Die Konzessionierung gemäß § 30 Abs. 3 der Gewerbeordnung wurde aufgehoben (§ 27 Abs. 3 Hebammengesetz).
1954 lud der englische Gynäkologe Grantly Dick-Read Hebammen, Ärzte und Journalisten in ein kleines Londoner Privatkino ein und zeigte ihnen einen Farbfilm von Patientinnen in der letzten Phase der „natürlichen Geburt“ in seiner Johannesburger Praxis. Dieser Film war der erste dokumentarische Beweis, dass Geburt nicht Schmerz ist, sondern Arbeit und ein ganz normaler und natürlicher Vorgang. Die Frauen brachten ohne Schmerzäußerungen, ohne Furcht und Unruhe ihre Kinder zur Welt. Auf der 6. Lindauer Psychotherapiewoche 1955 wurde unter dem Motto des Hamburger Frauenarztes Rudolf Hellmann ein „Mehr an Seele“ in der Geburtshilfe zur verbindlichen Forderung erhoben.
Seit den 1950er Jahren hat die Zahl der Hausgeburten in Deutschland abgenommen. Ein wesentlicher Grund dafür war, dass seit 1968 die Kosten für die Geburt von den Krankenkassen übernommen werden.
In den USA gründete die Hebamme Ina May Gaskin 1971 und andere Hebammen The Farm Midwifery Center, eines der ersten außerklinischen Geburtshilfezentren in den USA. Die Methoden des Zentrums wurden auf Empfehlung des American Colleges of Obstetricians and Gynecologists entwickelt. Familienmitglieder und Freunde sind üblicherweise anwesend und werden ermutigt, eine aktive Rolle bei der Geburt zu spielen. Das Zentrum hat erwiesenermaßen eine extrem niedrige Rate von medizinischen Interventionen bei durchweg gutem Geburtsverlauf über inzwischen fast vierzig Jahre.
Seit den 1970er Jahren sind von Hebammen betreute Hausgeburten in Deutschland eine Ausnahme. In einigen Industrieländern hat die Häufigkeit von Kaiserschnittgeburten in den letzten Jahren stark zugenommen. Im Jahr 2010 gab es in Deutschland 209.441 Kaiserschnittentbindungen, das entspricht 31,9 % aller 656.390 Entbindungen im Krankenhaus. Zum Vergleich: 1995 gab es 131.921 Kaiserschnittentbindungen und damit einen Anteil von 18 %. Im Jahr 2000 waren es schon 160.183 Kaiserschnittentbindungen von insgesamt 746.625 Entbindungen. Das entspricht einem Anstieg der Kaiserschnittrate bis 2010 um 31 %, bei gleichzeitigem Rückgang aller Entbindungen um 12 %. Dabei gibt es regionale Unterschiede. In Sachsen kommt nur jedes fünfte Kind per Kaiserschnitt zur Welt, in NRW (wo im Jahr 2000 noch 22 % der Kinder durch Kaiserschnitte zur Welt kamen) waren es 2012 bereits 32 %. Neue Studienergebnisse stellen fest, dass 2010 die Kaiserschnittrate der Kreise und kreisfreien Städte in Deutschland zwischen 17 % in Dresden und 51 % in Landau in der Pfalz (drei Mal so viel) variierte. In Österreich wurde 2012 fast jedes dritte Baby per Kaiserschnitt zur Welt gebracht (31,5 %), doppelt so oft wie noch vor 15 Jahren. In einigen Geburtskliniken liegt die Kaiserschnittrate über 50 %. Die 'Internationale Vereinigung der Gynäkologie und Geburtshilfe' (FIGO) äußerte sich 1998 kritisch zu dieser Entwicklung.

„Gegenwärtig ist aufgrund dessen, dass es keine eindeutigen Vorteile gibt, die Ausübung einer Kaiserschnittentbindung aus nicht-medizinischen Gründen ethisch nicht gerechtfertigt.“

1995 wurde in Deutschland ein Lehrbuch von Hebammen für Hebammen herausgegeben (Hebammenkunde: Lehrbuch für Schwangerschaft, Geburt, Wochenbett und Beruf). In Österreich wird seit dem Wintersemester 2006 und in der Schweiz seit 2008 die Hebammenausbildung als eigener Studiengang angeboten.
Seit dem Millennium sind die Prämien für die Berufshaftpflicht der freiberuflichen Hebammen an die Versicherer stark gestiegen und treiben die Hebammen in Existenznot. Die Jahresbeiträge belaufen auf über 6800 Euro (Stand: August 2016). Eine Erhöhung auf 7600 Euro für das Jahr 2017 ist zu erwarten. Die Beitragssteigerungen sind nicht auf vermehrte Schadenfälle zurückzuführen, sondern begründen sich „durch wesentlich höhere Schadenersatzsummen sowie Regressforderungen der Sozialversicherungsträger für medizinische Behandlungen, für Pflege und Rentenzahlungen“ bei deutlich längerer Lebenserwartung von Kindern mit Geburtsschäden.
Wie die Historikerin Nina Verheyen betont, hat die hohe Verantwortung, die Hebammen tragen, nicht etwa – wie in anderen Berufen – zu einem hohen Einkommen geführt, sondern vielmehr zu hohen Versicherungskosten, die eine Hebamme selbst zu tragen habe. Die sehr geringe Bezahlung in diesem Bereich sei „nicht das Ergebnis sehr geringer Leistung, sondern einer schwachen Interessenvertretung“.
Viele Hebammen beschränken sich mittlerweile auf die Geburtsvorbereitung und die Wochenbettbetreuung. Ein wichtiges Feld ihrer Arbeit, die Geburtshilfe, haben viele aufgegeben. 2014 fehlten überall in Deutschland Hebammen für die Wochenbettbetreuung, für die Vorsorge und die Geburtsbegleitung. Unter anderem durch diese akute Unterversorgung ist auch das Recht auf freie Wahl des Geburtsortes eingeschränkt: Geburtenstationen und Geburtshäuser schließen, freiberufliche Hebammen geben auf (wie beispielsweise auf Sylt).
Am Welthebammentag 2010 startete der Deutsche Hebammenverband eine öffentliche Online-Petition; die Forderungen lauteten:
- Erhalt der wohnortnahen und niedrigschwelligen geburtshilflichen Versorgung und Verbesserung der Versorgung von Müttern und Neugeborenen,
- Erhalt der Wahlfreiheit des Geburtsortes für Frauen,
- Erhalt und Ausbau der Versorgung mit Hebammenhilfe,
- Anhebung der Honorare und Gehälter auf ein Niveau, das der hohen Verantwortung entspricht, die Hebammen übernehmen.

Nach Ablauf der Zeichnungsfrist am 17. Juni 2010 gab es 105.386 elektronische und 80.970 schriftliche Unterschriften. Der Deutsche Bundestag erhielt noch lange nach Zeichnungsfrist Post aus allen Teilen der Bevölkerung, insgesamt unterstützten über 200.000 Menschen die Hebammen in ihren Forderungen, für eine öffentliche E-Petition.
Es bildeten sich deutschlandweit Unterstützergruppen (wie Hebammenunterstützung, Rettet die Hebammen oder Elternprotest), diverse Demonstrationen, Mahnwachen folgten in den letzten Jahren. Weit über 430.000 Menschen zeichneten seit dem 20. Dezember 2013 eine weitere Petition an die Bundesregierung und den Gesundheitsminister Hermann Gröhe „Retten Sie unsere Hebammen“. Doch obwohl die „flächendeckende Geburtshilfe“ und eine „angemessene Vergütung der Hebammen“ Anliegen der Großen Koalition sind, konnte die Haftpflichtproblematik bisher nicht gelöst werden. Im Jahr 2014 lag kein Angebot einer Versicherung vor und dies käme einem Berufsverbot für die freiberuflichen Hebammen gleich. Neben den Hausgeburtshebammen sind auch alle freiberuflichen (Beleg-)Hebammen, die in Geburtshäusern und Kliniken arbeiten, betroffen.
Die Zahl der Hebammen und Entbindungspfleger stieg in Deutschland zwischen 2001 und 2011 von rund 16.000 auf rund 21.000. Dabei stieg der Anteil der Teilzeit im Krankenhaus Beschäftigten an. 2013 waren insgesamt rund 17.700 Hebammen freiberuflich tätig, davon boten 5410 (auch) freiberuflich Geburtshilfe an. Im Jahr 2012 waren rund 2.000 freiberufliche Hebammen und Entbindungspfleger in Krankenhäusern tätig. In einer Befragung gaben rund zwei Drittel der Hebammen und Entbindungspfleger an, ausschließlich klinische Geburtshilfe anzubieten.
Bei 99,2 % der Klinikgeburten in Deutschland war 2013 eine Hebamme anwesend. Davon waren 88,8 % Klinik- und 11,2 % externe Hebammen.
Im Jahr 2016 wurde das Hebammenwesen als Immaterielles Kulturerbe nach der UNESCO-Konvention anerkannt.
2023 wurde es erneut, für Deutschland und eine Reihe weiterer Staaten, in die Repräsentative Liste des immateriellen Kulturerbes der Menschheit aufgenommen.

### Österreich
Seit 1995 ist die Ausbildung zur Hebamme in Österreich für Männer geöffnet. Dennoch gibt es in Österreich (Stand 2023) nur vier männliche Hebammen. Alexandra Haider ist seit Anfang 2023 Leiterin des Instituts für Hebammenwissenschaften an der FH Joanneum Graz. Nach ihr spielt das Geschlecht für die Berufswahl keine Rolle. Dass noch nicht mehr Männer die Ausbildung ergreifen ist schwer erklärbar, vielleicht aus der Tradition. Es gibt Frauen, die sagen, ein Mann kann sich nicht hineinversetzen in das, was Frauen bei einer Geburt durchmachen. Maier meint, das macht seinen „Mega-Respekt“ vor der Geburt nur noch größer. Eine Zurückweisung seiner Person wegen seines Geschlechts könnte dennoch irgendwann passieren.

## Berufsbezeichnung
Das Wort „Hebamme“ ist die einzige Berufsbezeichnung, zu der keine gesonderte männliche Form gebildet wurde. Deshalb wurde sie als generisches Femininum verwendet und konnte auch Männer bezeichnen: eine männliche Hebamme. Auch die synonymen Bezeichnungen Obstetrix, Wehemutter, Ammfrau, Sage femme und Midwife sind feminin. Hebamme (aus althochdeutsch heb(i)ana, mittelhochdeutsch heb(e)amme) leitet sich ab von hevan, „heben“, und ana, „Ahnin“, und bezeichnet eigentlich die Großmutter des Neugeborenen und war, bevor es zur Professionalisierung im 18. Jahrhundert kam, ein ursprünglich für über tradiertes Wissen verfügende freiwillige Helferinnen aus der Sippe oder Nachbarschaft der werdenden Mütter benutztes Wort.
In Deutschland wurde 1987 die Bezeichnung Entbindungspfleger als Maskulinform eingeführt für männliche Personen, die als Hebamme tätig sind. Durch das Gesetz zur Reform der Hebammenausbildung wurde diese Regelung zum 1. Januar 2020 aufgehoben. Die Berufsbezeichnung Hebamme gilt jetzt gem. § 3 HebG für alle Berufsangehörigen (weiblich/männlich/divers). Im Gesetzentwurf wurde dies damit begründet, dass der Name Entbindungspfleger irreführend sei. Die Entbindungspflege umfasse nur einen Teil der Hebammentätigkeit. Daher erwecke die männliche Berufsbezeichnung den Eindruck, dass männliche Hebammen ihren weiblichen Kolleginnen nicht gleichrangig gegenüber stünden.
Im österreichischen Hebammengesetz schreibt seit 1994 der § 1 die Bezeichnung Hebamme auch für männliche Berufsausübende vor: „Die Berufsbezeichnung Hebamme wird daher für beide Geschlechter gelten“. Begründet wurde das damit, dass kein konstruktiver Vorschlag für eine männliche Berufsbezeichnung gefunden wurde; außerdem schien der explizite Hinweis auf die Gültigkeit für beide Geschlechter wegen Art. 7 des Bundes-Verfassungsgesetzes (Gleichheitssatz) und wegen der Gleichbehandlungsrichtlinie der EU zur Verwirklichung des Grundsatzes der Gleichbehandlung von Männern und Frauen hinsichtlich des Zugangs zur Beschäftigung, zur Berufsbildung und zum beruflichen Aufstieg geboten. Die Wortbildung Hebammer sei nicht zulässig.

## Aufgabengebiete

### Schwangerenvorsorge
Bis auf Ultraschalluntersuchungen, für die es besondere medizinische Qualifikationen bedarf, dürfen Hebammen bei einer komplikationsfrei verlaufenden Schwangerschaft die ganze Bandbreite der üblichen Schwangerschaftsvorsorge durchführen, wie sie auch von Gynäkologen angeboten werden, d. h. von der Feststellung der Schwangerschaft über das Ausstellen des Mutterpasses bis hin zu Untersuchungen mit einem Ultraschallgerät, dem CTG oder dem Dopton bzw. Pinard-Rohr, Abstrichen, Beratung usw. Darüber hinaus bieten Hebammen den Schwangeren vielseitige Beratung und Hilfestellungen bei Schwangerschaftsbeschwerden. Dazu zählen beispielsweise Rückenschmerzen, Schlaflosigkeit, Aufarbeitung traumatischer Geburtserlebnisse sowie allgemeine Ängste und Befürchtungen der Schwangeren im Zusammenhang mit der Geburt. In Geburtsvorbereitungskursen geben Hebammen vielfältige Informationen und führen mit den Schwangeren praktische Übungen zu Entspannungs- und Atemtechniken durch, die bei der Geburt hilfreich sein können.

### Geburtshilfe
Eine Hebamme leitet in Deutschland und Österreich die regelrechte Geburt ab Wehenbeginn völlig selbständig und selbstverantwortlich ohne Arzt (nach § 4 Abs. 1 Satz 2 (HebG/D) und nach § 3 Abs. 1–2 Hebammengesetz (HebG/Ö)). Nach diesen Gesetzen besteht die Hinzuziehungspflicht einer Hebamme. Das heißt, ein Arzt darf nur im Notfall eine Geburt ohne Hebamme durchführen. In einem Hospital mit Frauenklinik jedoch muss ein Arzt bei der Geburt anwesend sein, um den Anforderungen der Leitlinien gerecht zu werden.
In Österreich besteht lt. § 3 Abs. 1 HebG/Ö die sog. Hinzuziehungspflicht jedoch für die Schwangere und nicht für den Arzt.
Die Hebamme unterstützt die gebärende Frau bei der Verarbeitung der Wehen und muss erkennen, wenn der Geburtsverlauf pathologisch wird und ggf. entscheiden können, ob ein medizinisches Eingreifen nötig wird. Bei einer Spontangeburt sollte die Hebamme beim regelrechten Verlauf in der Lage sein, auf besondere Wünsche, z. B. die Geburtsstellung der Gebärenden, einzugehen. Bei Regelwidrigkeiten der Geburten muss die Hebamme in Notfällen in der Lage sein, eigenständig Hilfe zu leisten (z. B. bei Schulterdystokie) oder ggf. dem Arzt zur Seite zu stehen, auch bei Kaiserschnittgeburten.
Das Tätigkeitsfeld direkt nach der Geburt umspannt die Beurteilung des Neugeborenen, die Pflege und alle erforderlichen Untersuchungen von Mutter und Neugeborenem unmittelbar nach der Geburt, einschließlich der Kindervorsorgeuntersuchung U1. So nehmen in Österreich die Hebammen auch die rechtliche Zuordnung des Geschlechtes in weiblich, männlich oder als Drittes Geschlecht, mit den in Österreich für die Eintragung in Dokumenten möglichen Bezeichnungen „divers“, „inter“, „offen“ oder „kein Eintrag“ vor.

### Wochenbettbetreuung
Pflege und Überwachung im gesamten Wochenbett von Wöchnerin und Kind umfassen die Beratung und Hilfe zur angemessenen Pflege und Ernährung des Neugeborenen, Hilfe beim Stillen/Stillberatung, Behandlung von Stillproblemen. Zu den weiteren Aufgaben zählt die Überwachung der Rückbildungsvorgänge sowie der Wundheilung von geburtsbedingten Scheiden- und Dammverletzungen. Darüber hinaus bieten Hebammen Rückbildungsgymnastik, Beratung bei sozialen Problemen sowie Vorbeugung und Erkennung von psychischen Erkrankungen im Zusammenhang mit dem Geburtsvorgang (Wochenbettdepressionen) an.

### Familienhebammen
Ein spezielles Aufgabengebiet für Hebammen mit Zusatzqualifikation ist die Betreuung von Familien mit medizinischen und/oder sozialen Risikofaktoren. Familienhebammen betreuen Familien in besonderen Lebenslagen. Das können zum Beispiel Familien mit minderjährigen Müttern/Eltern sein, aber auch etwa solche mit Suchtproblematik oder mit Alleinerziehenden. Familienhebammen betreuen Kinder – über den üblichen Betreuungszeitraum einer Hebamme hinausgehend – bis zum ersten Geburtstag. Hintergrund dieser Arbeit ist die Vermeidung einer potentiellen Kindeswohlgefährdung.
Diese Hebammen werden seit 2006 in Fortbildungslehrgängen (auf Bundesländerebene) auf ihre zusätzlichen Aufgaben vorbereitet. Sie sind bei Gesundheitsämtern, Trägern freier Wohlfahrtspflege, Stiftungen etc. angestellt oder arbeiten freiberuflich auf Honorarbasis als Mitarbeiterinnen des Jugendamtes.
2012 gab es in Deutschland rund 1500 Familienhebammen. Die Bundesregierung unterstützte in den Jahren 2012 bis 2015 die Arbeit von Familienhebammen mit 177 Millionen Euro. Dies gilt als eine der sinnvollsten Maßnahmen zur Unterstützung armer Eltern.
Ergänzend ist in den Frühen Hilfen neben dem (professionellen) Einsatz von Familienhebammen auch der Einsatz von Ehrenamtlichen in der Familie möglich, allerdings mit unterschiedlichen Aufträgen.

### Sonstiges
Ein weiteres Tätigkeitsfeld vor der Geburt ist die Aufklärung und Beratung zu den Methoden der Familienplanung, teilweise werden Hebammen auch gerne auf freischaffender Basis von Schulen für den Aufklärungsunterricht engagiert. Zum Tätigkeitsgebiet der Hebamme im Krankenhaus gehören auch Hilfeleistung und Betreuung bei Schwangerschaftsabbrüchen, Fehl- und Totgeburten dazu. Auch auf dem Gebiet der Ernährungsberatung nimmt die Bedeutung der Hebamme immer mehr zu. Die vielseitigen Erfahrungen durch den Besuch unterschiedlichster Familien ermöglichen eine gute Beratung der Frauen. Viele Hebammen wenden wissenschaftlich nicht belegte, alternative Behandlungsmethoden wie Akupunktur und Homöopathie zur Schmerzbehandlung vor, während oder nach der Geburt an. Auch eine Ersteinschätzung, ob ein Neugeborenes als „Schreikind“ gilt, wird von Hebammen erwartet. Einfühlsame, stärkende und gefühlvolle Betreuung gehören zu den Aufgaben der Hebamme. Bei der Nachsorge ist die auch vom Arzt zu überwachende Gewichtsentwicklung des Kindes wichtig.
Der Arbeit der Hebammen in den 1950er Jahren in England nimmt sich die seit 2012 erstausgestrahlte BBC-Fernsehserie Call the Midwife – Ruf des Lebens an.

## Arbeitsverhältnis

### Freiberufliche Hebammen
Freiberufliche Hebammen arbeiten frei praktizierend in Schwangerenvorsorge, bei Hausgeburten und Wochenbettbetreuung und Stillhilfe. Die Vergütung für diese Tätigkeit übernehmen in vielen Ländern die Krankenkassen, mit denen die Hebammen direkt abrechnen. Außerdem kann die freiberufliche Hebamme als Beleghebamme tätig sein. Dabei arbeitet sie, vergleichbar mit Belegärzten, in einer Klinik. Ein stetig wachsender Arbeitsbereich ist die Schwangerschaftsvorsorge zum Teil in Kooperation mit Frauenärztinnen und -ärzten in einer Praxisgemeinschaft. Weiterhin bestehen Geburtshäuser, von Hebammen betreute selbständige außerklinische Einrichtungen.
Im Jahr 2016 gab es in Deutschland ungefähr 24.000 Hebammen, davon 1776 freiberuflich.

#### Vertragsverhältnis zu den Kostenträgern in Deutschland
Das Vertragsverhältnis zu den Kostenträgern in Deutschland ist seit 1. August 2007 im Vertrag über die Versorgung mit Hebammenhilfe nach § 134a SGB V geregelt. Vertragspartner sind die beiden Hebammenverbände Deutschlands (Deutscher Hebammenverband und Bund freiberuflicher Hebammen Deutschlands) einerseits und der GKV-Spitzenverband andererseits.
Dieser Vertrag regelt:
- die Einzelheiten der Versorgung der Versicherten mit abrechnungsfähigen Leistungen der Hebammenhilfe
- die Vergütung der Hebammenleistungen
- die Abrechnung von Hebammenleistungen
- eine Vereinbarung über den Einsatz und die Vergütung von Materialien und Arzneimitteln
- die Teilnahme der Hebammen an diesem Vertrag

Er gilt für alle Hebammen, die Mitglied in einem der beiden Verbände sind, sowie für Nichtmitglieder, wenn sie eine Beitrittserklärung zum Vertrag abgegeben haben.
2010 erhöhten die Haftpflichtversicherungen ihre Beiträge von ca. 450 €/Jahr auf ca. 3700 €/Jahr. Grund seien die gestiegenen Kosten für Personenschäden. Der Berufsstand der Hebammen gerät dadurch in Gefahr, da diese Versicherungssummen in keinem Verhältnis zu den Einnahmen stehen. Der Hebammenverband und andere Interessierte reichte eine Petition an den Bundestag ein. Von mehr als 4000 freiberuflichen Hebammen haben etwa 10 % ihre Versicherungen Anfang 2011 gekündigt. Ab 1. Juli 2012 stiegen die Kosten noch einmal und betragen 4200 €/Jahr. Selbst nach erfolglosen Verhandlungen mit den Krankenkassen sah das Bundesgesundheitsministerium 2012 keinen „gesetzgeberischen Handlungsbedarf“. Die steigenden Versicherungsprämien sollen freien Hebammen in vollem Umfang erstattet werden. Zum 1. Juli 2013 erhöhten sich die Prämien für die BfHD-Mitglieder erneut um 10 %. Sie beträgt damit jährlich 4.480 Euro. Zum 1. Juli 2014 müssen auch die rund 18.000 Hebammen des DHV mit einer Steigerung im zweistelligen Prozentbereich rechnen.
Die Nürnberger Versicherung hat im Februar 2014 angekündigt, sich zum 1. Juli 2015 aus den letzten beiden Versicherungskonsortien für Hebammen zurückzuziehen. Dies hat zur Folge, dass der Versicherungsmarkt zusammenzubrechen droht. Ohne Berufshaftpflichtversicherung dürfen die Hebammen jedoch nicht arbeiten. Zur Lösung des Problems schlägt der Deutsche Hebammenverband die Einführung eines staatlich finanzierten Haftungsfonds vor. Des Weiteren ist eine generell höhere Entlohnung für Hebammen im Gespräch. Vor allem Gesundheitsminister Hermann Gröhe fordert diese, um die steigenden Kosten für die Haftpflichtversicherung zu kompensieren.
Am 1. Juli 2015 stiegen die Beiträge zur Berufshaftpflichtversicherung für freiberufliche Hebammen, die in der Geburtshilfe tätig sind, auf 6.274 Euro jährlich an. Der Deutsche Hebammenverband zählte im Juni 2015 150 freiberufliche Hebammen, die ihren Beruf aufgegeben haben.
Nach Angaben des Verbands der deutschen Versicherungswirtschaft wurden in den Jahren 2006 und 2011 in Deutschland etwa 100 Personenschäden gegen freiberufliche Hebammen und Entbindungspfleger geltend gemacht. Die Zahl der Personengroßschäden, mit einem Schaden von mehr als 100.000 Euro pro Jahr, wurde dabei mit durchschnittlich 12 beziffert. Zwischen 2003 und 2012 sei der mittlere Schadensaufwand von Personengroßschäden bei Geburtsschäden um durchschnittlich 6,6 % auf zuletzt 2,6 Millionen Euro gestiegen.

### Angestellte Hebammen
Angestellte Hebammen arbeiten meist im Dreischichtbetrieb in Kliniken, was unter Umständen zu einem Wechsel der betreuenden Hebamme während der Geburt führt. Hauptgebiet ist hier der Kreißsaal, aber auch auf der Wochenbettstation und in der Kinderklinik werden Hebammen oft eingesetzt. Alternativ zu einer Anstellung im Krankenhaus besteht auch die Möglichkeit, in einem außerklinischen Geburtshaus zu arbeiten. Der Hauptunterschied besteht darin, dass der Fokus nicht nur auf die Geburt des Kindes ausgerichtet wird, sondern auch nach der Geburt die Betreuung weiter anhält. In diesem Fall wird auch von einer Nachsorgehebamme gesprochen.
Die Vergütung der Hebammen wird im Tarifvertrag geregelt. Dieser variiert je nach Träger des Krankenhauses und bewegt sich etwa auf dem Gehaltsniveau einer Krankenschwester.

### Männer im Hebammenberuf
Seit 1985 dürfen in Deutschland und in Österreich auch Männer den Hebammenberuf ausüben; in beiden Ländern ist die Berufsbezeichnung Hebamme auch für Männer gesetzlich vorgesehen.
In der Schweiz ist die Ausbildung und Berufsausübung für Männer ebenfalls möglich.
In Österreich gab es ab 2016 einen Hebammen-Studierenden und seit 2021 einen weiteren. In Deutschland gab es 2023 ca. 22 praktizierende männliche Hebammen. In Belgien sind es wenigstens zehn. In den Niederlanden sind es mehr als 50.

## Qualifikation

### Deutschland

#### Bis zum 31. Dezember 2019
Bis zum 31. Dezember 2019 war die Ausbildung der Hebammen im Gesetz über den Beruf der Hebamme und des Entbindungspflegers (Hebammengesetz – HebG) vom 4. Juni 1985 geregelt.
Es gab in Deutschland 58 Hebammenschulen, die jeweils an eine Klinik angeschlossen waren. Die Ausbildung dauerte drei Jahre und bestand aus einem 1600-stündigen Theorie- und einem 3000-stündigen Praxisteil. Der schulische Theorieteil bestand u. a. aus Geburtshilfe, Anatomie, Physiologie und Pädiatrie. Der praktische Teil der Ausbildung fand hauptsächlich in der Klinik im Kreißsaal, auf der Wochenstation, in der Kinderklinik und im Operationssaal statt. Einer Krankenschwester oder einem Krankenpfleger war es möglich, die Ausbildung auf zwei Jahre zu verkürzen.
Nach einer Gesetzesänderung vom 19. Juni 2008 gab es kein Mindestalter für die Aufnahme an einer Hebammenschule mehr.
Die Ausbildung endete mit dem staatlichen Examen. Dieses Examen bestand aus je einer mündlichen, schriftlichen und einer praktischen Prüfung (unter anderem der Examensgeburt). Voraussetzung für die Ausbildung war ein Hauptschulabschluss mit mindestens zweijähriger Berufsausbildung oder die mittlere Reife.
Die Arbeit einer freiberuflichen Hebamme lernten die Auszubildenden nur in einem zwei- bis vierwöchigen Externat kennen. Deshalb wurde häufig ein Praktikum bei einer selbständigen Hebamme nach der Ausbildung empfohlen, insbesondere, wenn Hausgeburten angeboten werden sollten.
Laut dem Statistischen Bundesamt (Destatis) befanden sich im Schuljahr 2019/2020 bundesweit 3.057 Schülerinnen und sechs Schüler in der Ausbildung zur Hebamme bzw. zum Entbindungspfleger.

#### Seit 1. Januar 2020
Mit Umsetzung der Richtlinie 2005/36/EG über die Anerkennung von Berufsqualifikationen wurde die Hebammenausbildung zum 1. Januar 2020 vollständig auf Bachelorniveau akademisiert. Die Aufwertung der deutschen Hebammenausbildung und die Anhebung auf ein europäisches Niveau im Gesetz über das Studium und den Beruf von Hebammen von 2019 betrachten die Hebammenverbände als wegweisend.
Eine fachschulische Ausbildung zur Hebamme oder zum Entbindungspfleger, die vor dem 31. Dezember 2022 begonnen wurde, kann bis zum 31. Dezember 2027 auf der Grundlage der Vorschriften des Gesetzes über den Beruf der Hebamme und des Entbindungspflegers abgeschlossen werden (§ 77 Abs. 1 HebG). Hochschulen können bis zum 31. Dezember 2030 die praktischen Lehrveranstaltungen des Studiums und die Praxisbegleitung von Hebammenschulen durchführen lassen (§ 75 Abs. 1 HebG).

### Österreich
In Österreich erfolgte im Zuge des Bologna-Prozesses die Umstellung auf eine Ausbildung an einer Fachhochschule mit akademischem Abschluss. Im Wintersemester 2006 starteten an der FH Joanneum, der Fachhochschule Salzburg sowie an der Fachhochschule Krems die ersten Jahrgänge. Im Jahr darauf begannen der erste Jahrgang an der FH Campus Wien mit dem Bachelorstudium Hebammen.
Vor der Überführung der Ausbildung an Fachhochschulen erfolgte die Ausbildung an Hebammenakademien. Auch zum Einstieg in diese Akademien war eine Matura oder andere Studienberechtigung erforderlich.

### Schweiz
Die Hebammenausbildung der Schweiz wurde auf die Tertiärstufe überführt und umfasst seit Herbst 2008 ein Bachelorstudium an einer Fachhochschule. Ausbildungsorte sind Bern, Genf, Lausanne und Winterthur. Wer das Bachelorstudium erfolgreich absolviert, ist berechtigt, den Titel Bachelor of Science [FH] Hebamme zu tragen. Das Bachelordiplom ist in der Schweiz anerkannt, europakompatibel und gilt international als Hochschulabschluss.
Zuvor war die Ausbildung zur Hebamme an höheren Fachschulen, die letzten Ausbildung begannen 2007 und laufen aus (Stand 2010). „Aufholkurse“ werden angeboten, so dass auch HF-Absolventinnen der Weg zum Fachhochschulabschluss offensteht.

## Trends im Hebammenwesen

### Einsatz digitaler Technologien
Wie in anderen Bereichen der Gesundheitsversorgung, setzen Hebammen zunehmend digitale Gesundheitstechnologien ein. Dieser Trend bietet verschiedene Potenziale. Zunächst kann durch die Digitalisierung die Versorgung individualisiert und der administrative Aufwand reduziert werden. Durch Telemonitoring wird zum Beispiel die Überwachung von Schwangerschaftsbluthochdruck und Schwangerschaftsdiabetes effizienter gestaltet. Apps helfen Hebammen, Termine zu koordinieren und sich über aktuelle Leitlinien wie die der Deutschen Gesellschaft für Hebammenwissenschaft zu informieren. Auch bei der Aus- und Weiterbildung von Hebammen werden digitale Technologien eingesetzt. VR-Brillen und spezielle Roboter helfen werdenden Hebammen beim praktischen Training der Geburtshilfe. Die steigende Bedeutung digitaler Technologien für Hebammen spiegelt sich auch in der Studien- und Prüfungsverordnung für Hebammen (HebStPrV) wider, in der eine verstärkte Nutzung digitaler Fertigkeiten und neuer Technologien für eine qualitativ hochwertige Hebammentätigkeit gefordert wird.